# Cotana satisbona
Cotana satisbona är en fjärilsart som beskrevs av Rothschild 1917. Cotana satisbona ingår i släktet Cotana och familjen Eupterotidae. Inga underarter finns listade i Catalogue of Life.